# Haimbachia proaraealis
Haimbachia proaraealis é uma espécie de mariposa pertencente à família Crambidae. Foi descrita pela primeira vez por Bleszynski em 1961. Pode-se encontrar nas Seychelles (Ilha de Mahé), na África do Sul e no Zimbabwe.